# Federación de Los Verdes-Izquierda Verde
Federación de Los Verdes–Izquierda Verde (španělsky Federace zelených–Zelená levice) je španělské politické sdružení založené v roce 1999. Sdružila u příležitosti voleb do Evropského parlamentu Konfederaci zelených, Iniciativu katalánských zelených a Aragonský koncil. V současnosti nevyvíjí činnost.
Má status pozorovatele při Evropské straně zelených.